# Aslauga prouvosti
Aslauga prouvosti е вид пеперуда от семейство Синевки (Lycaenidae). Видът не е застрашен от изчезване.

## Разпространение и местообитание
Разпространен е в Габон, Демократична република Конго, Камерун, Танзания и Централноафриканска република.
Обитава гористи местности, национални паркове и савани.